# Przypadek
Przypadek – kategoria gramatyczna, przez którą odmieniają się rzeczowniki, przymiotniki, liczebniki, zaimki, imiesłowy (określane przez to zbiorczym mianem imion), a niekiedy też czasowniki (co w języku polskim nie występuje), będąca odzwierciedleniem ich różnorodnych funkcji.

## Historia
Teoria deklinacji została wypracowana w Grecji w IV wieku p.n.e. Również Grecy nadali przypadkom nazwy, które przez Rzymian zostały przetłumaczone na łacinę. Nazwy przypadków w języku polskim (a także sam termin przypadek, łac. casus) są częściowo tłumaczeniami terminów łacińskich. Również kolejność przypadków odpowiada mniej więcej kolejności zaproponowanej przez gramatyków starożytnych.

## Istota systemu deklinacyjnego
System deklinacyjny jest używany do ustalenia właściwych relacji poszczególnych wyrazów w zdaniu. Konsekwencją jego istnienia jest swoboda kształtowania kolejności wyrazów w zdaniu: podmiot, orzeczenie i dopełnienie nie mają raz na zawsze ustalonych miejsc, lecz mogą następować w dowolnej kolejności.
Języki mające przypadki mają ich zwykle od czterech do siedmiu. Zdarzają się też języki z dwoma przypadkami (zwykle zanikający, uprzednio bogatszy system), czy też kilkunastoma (z których część powstała przez fonetyczną inkorporację uprzednio niezależnych morfemów) jak fiński lub węgierski (trzeba jednak pamiętać, że języki te, jako aglutynacyjne, nie są w tym zestawieniu adekwatne).

## Nomenklatura
Przypadkom różnych języków nadaje się takie same nazwy – jest to czasem mylące, ponieważ zasięg użycia przypadka o tej samej nazwie bywa w różnych językach odmienny – np. zastosowanie „dopełniacza” w językach polskim i niemieckim pokrywa się w niewielkim stopniu.
Z drugiej zaś strony system deklinacyjny języków indoeuropejskich, jako odziedziczony po wspólnym przodku – języku praindoeuropejskim – wykazuje nadal wiele cech wspólnych. Przykładowo każdy dopełniacz (i polski, i niemiecki) ma funkcję posesywną.

## Klasyfikacja
Podstawowy podział przypadków przebiega pomiędzy casus recti (przypadki niezależne) oraz casus obliqui (przypadki zależne). Te pierwsze to mianownik i wołacz, te drugie to reszta. W językach indoeuropejskich obserwuje się tendencję do stopniowej redukcji liczby przypadków tak, by pozostał tylko jeden casus rectus oraz jeden casus obliquus. Ponadto w wielu językach europejskich (np. w języku francuskim, włoskim i angielskim) zróżnicowanie form przypadka ogranicza się do zaimków. Inny podział przypadków to rozróżnienie między przypadkami konkretnymi (wskazującymi kierunek, np. polski miejscownik) a gramatycznymi, których znaczenie wynika z systemu konotacji.
Tabela powyżej pokazuje orientacyjnie liczbę przypadków w różnych językach. Należy zwrócić uwagę, że jakkolwiek tabelka uporządkowana jest w kolejności malejącej liczby przypadków, nie znaczy to jednak, że we wszystkich językach panuje bezspornie tendencja do ich redukcji. Przeciwnie, niektóre języki (np. litewski) mają tendencje do przebudowy systemu i zwiększania liczby przypadków.

## Przypadki w językach indoeuropejskich
- mianownik (nominativus)
- dopełniacz (genetivus)
- celownik (dativus)
- biernik (accusativus)
- ablatyw (ablativus), zwany także pochodnikiem[3]
- narzędnik (instrumentalis)
- miejscownik (locativus)
- wołacz (vocativus)

To, że biernik, ablatyw i miejscownik wskazują kolejno kierunek ruchu, jego punkt początkowy oraz aktualne położenie, jest reliktem deklinacji praindoeuropejskiej.
Zagadnieniem związanym z tematyką przypadków są tzw. funkcje syntaktyczne przypadków. Nawet w językach o dużej liczbie przypadków i rozwiniętej fleksji (polski – 7, łacina – 6/7, greka – 5) poszczególne przypadki spełniają po kilka funkcji syntaktycznych. Np. dopełniacz, oprócz funkcji posesywnej, pełni też funkcję porównawczą, bo występuje w wyrażeniach porównawczych typu większy od czego?, funkcję separatywną typu odrywać coś od czego? itp. Takie pomieszanie funkcji wynika częściowo z synkretyzmu przypadków, a częściowo z dostosowywania pierwotnych ich funkcji do nowych zadań.

## Przypadki w językach ugrofińskich
Języki ugrofińskie są językami aglutynacyjnymi. W miejscu przyimków znanych z języków indoeuropejskich pojawiają się morfemy, które przez tradycyjną gramatykę traktowane są jako przypadki – stąd ich wielość.

### Język fiński
W języku fińskim istnieje piętnaście przypadków. W wielu podręcznikach można znaleźć różną ich liczbę, od 14 do 18, w zależności od sposobu sklasyfikowania przypadków wymarłych, pozostałych jedynie w utartych zwrotach. Większość końcówek przypadków funkcjonuje w językach indoeuropejskich (w tym polskim) jako przyimki. Przypadki dzielą się wewnętrznie na gramatyczne, mające podobne funkcje do polskich (np. mianownik, biernik), lokalne, określające relacje miejsca w stosunku do desygnatu, oraz tzw. przypadki marginalne, rzadko używane w języku współczesnym i często zastępowane przyimkami i poimkami. Oprócz tych 15 przypadków istnieje dalszych 12 przypadków przysłówkowych, które używane są bardzo rzadko i zazwyczaj w skostniałych strukturach, np. prolativus, określający relację drogi i sposób poruszania się, np. ohitse – obok, meritse – przez morze, morzem, puhelimitse – przez telefon.
Przypadki tworzy się w sposób podobny jak np. w języku polskim – dodając końcówkę przypadka do rdzenia wyrazu. Końcówki przypadków są niezależne od poszczególnych typów morfologicznych rzeczowników – mają charakter dystrybutywny. Końcówki liczby mnogiej są w większości identyczne z końcówkami liczby pojedynczej, przy czym między rdzeniem i odpowiednim sufiksem dochodzi wrostek -i- (np. lp. talossa, lm. taloissa. Wyjątkiem jest mianownik liczby mnogiej, przyjmujący końcówkę -t-,  talot)
Nie wszystkie przypadki używane są równie często. Najczęściej pojawiają się: mianownik l. poj – 35,24 proc (spośród wszystkich form deklinacyjnych), dopełniacz l. poj – 15,69 proc., mianownik l. mn. – 9,89 proc. najrzadziej – abessivus – 0,01 proc.

#### Grupy przypadków
Przypadki fińskie możemy podzielić na cztery zasadnicze grupy:
- gramatyczne – nominativus, genetivus, accusativus, partitivus
- lokalizacji wewnętrznej – inessivus, illativus, elativus
- lokalizacji zewnętrznej – adessivus, ablativus, allativus
- marginalne i abstrakcyjne – prolativus, translativus, abessivus, instructivus, comitativus, essivus

Niekiedy wyróżnia się grupę lokalizacji abstrakcyjnej – abessivus, essivus, translativus.

#### Lista przypadków w języku fińskim
| Przypadek      | Pytania                      | Lp.             | Lm.                         |
| -------------- | ---------------------------- | --------------- | --------------------------- |
| Nominativus    | kto? co?                     | -               | -t                          |
| Partitivus     | Ile (czego)? kogo? czego?    | -a/ -ä ,-ta/-tä | -a, -ita, -ja               |
| Genetivus      | kogo? czego?                 | -n              | -n, -den, tten, in, ten, en |
| Accusativus I  | kogo? co?                    | =Gen            | =Nom                        |
| Accusativus II | kogo? czego?                 | =Nom            | =Gen                        |
| Essivus        | jako kto? jako co?           | -na/-nä         | =sing.                      |
| Translativus   | w kogo? w co?                | -ksi            | =sing.                      |
| Comitativus    | z kim? z czym?               | -               | -ne + suf. dzierż.          |
| Prolativus     | jak? którędy?                | -               | -tse                        |
| Abessivus      | bez kogo? bez czego?         | -tta / ttä      | =sing.                      |
| Instructivus   | jak? kim? czym?              | -n              | =sing.                      |
| Inessivus      | w kim? w czym? gdzie?        | -ssa/-ssä       | =sing.                      |
| Elativus       | od kogo? od czego? skąd?     | -sta/-stä       | =sing.                      |
| Illativus      | w kogo? w co? dokąd?         | -n, hVn, -seen  | -in, -hin, -iin             |
| Adessivus      | na kim? na czym? gdzie?      | -lla/-llä       | =sing.                      |
| Ablativus      | znad (od) kogo? czego? skąd? | -lta/-ltä       | =sing.                      |
| Allativus      | na kogo? na co? dokąd?       | -lle            | =sing.                      |

#### Przykładowa odmiana wyrazu
- Nominativus kirja: Tämä on kirja. – To jest książka.
- Partitivus kirjaa: Ostin kolme kirjaa. – Kupiłem trzy książki.
- Genetivus kirjan: Sinun täytyy tehdä kirjan mukaan. – To trzeba zrobić według książki.
- Accusativus I. kirjan: Pekka on myynyt tuollaisen kirjan. – Piotr sprzedał taką książkę.
- Accusativus II. kirja: Anna kirja. – Daj książkę.
- Essivus kirjana:  Hän osti se kirjana. – Kupił to jako książkę. (w charakterze książki)
- Translativus kirjaksi: Minun artikkelini koottiin kirjaksi. – Moje artykuły zmieniły się w końcu w książkę.
- Abessivus kirjatta: Kirjoita se kirjatta! – Napisz to bez książki. (choć częstsza jest forma ilman kirjaa)
- Inessivus kirjassa: Tässä kirjassa on paljon kuvia. – W tej książce jest dużo obrazków.
- Illativus kirjaan: Pane rahaa kirjaan! – Włóż pieniądze do książki!
- Elativus kirjasta: Mistä kirjasta tiedät sen? – Z jakiej książki to wiesz?
- Adessivus kirjalla: Kuppi on kirjalla. – Filiżanka jest na książce.
- Allativus kirjalle: Laita se kirjalle. – Połóż to na książkę.
- Ablativus kirjalta: Ota kuppi kirjalta. – Zdejmij filiżankę z książki!